# Беннинга, Карина
Карина Маргейрите Беннинга (нидерл. Carina Marguerite Benninga, 18 августа 1962, Лейден, Нидерланды) — нидерландская хоккеистка (хоккей на траве), полузащитник, тренер. Олимпийская чемпионка 1984 года, бронзовый призёр летних Олимпийских игр 1988 года, участница летних Олимпийских игр 1992 года, двукратная чемпионка мира 1983 и 1990 годов, двукратная чемпионка Европы 1984 и 1987 годов.

## Биография
Карина Беннинга родилась 18 августа 1962 года в нидерландском городе Лейден. По национальности еврейка.
В 1987 году получила степень магистра права.
Играла в хоккей на траве за ХДМ из Гааги, ХГК из Вассенара и «Амстердамсе».
В 1984 году вошла в состав женской сборной Нидерландов по хоккею на траве на летних Олимпийских играх в Лос-Анджелесе и завоевала золотую медаль. Играла в поле, провела 5 матчей, мячей не забивала.
В 1988 году вошла в состав женской сборной Нидерландов по хоккею на траве на летних Олимпийских играх в Сеуле и завоевала бронзовую медаль. Играла в поле, провела 5 матчей, мячей не забивала.
В 1992 году вошла в состав женской сборной Нидерландов по хоккею на траве на летних Олимпийских играх в Барселоне, занявшей 6-е место. Играла в поле, провела 5 матчей, мячей не забивала. Была знаменосцем сборной Нидерландов на церемонии открытия Олимпиады.
Дважды выигрывала чемпионаты мира — в 1983 году в Куала-Лумпуре и в 1990 году в Сиднее. Готовилась к чемпионату мира 1986 года в Амстелвене, но незадолго до его начала сломала ключицу и пропустила турнир.
На счету Беннинга две золотых медали чемпионатов Европы — в 1984 году в Лилле и в 1987 году в Лондоне.
В 1991 году стала бронзовым призёром Трофея чемпионов в Берлине.
В 1983—1992 годах провела за сборную Нидерландов 158 матчей, забила 25 мячей. В 1989—1992 годах была капитаном команды.
После окончания игровой карьеры стала тренером. В 1993—1995 годах была ассистентом главного тренера женской сборной США по хоккею на траве. Тренировала нидерландский «Алекто» из Лейдердорпа, до 1999 года была техническим менеджером «Амстердамсе», впоследствии тренировала «Клейн Звитсерланд», который вывела в высшую лигу.
В 1994 году открыла агентство коучинга и консалтинга, сотрудничала с фирмами, занимающимися личным развитием, лидерством и трудоустройством.
Живёт в Амстердаме.

## Семья
Дед Карины Беннинга по отцовской линии во время Второй мировой войны был участником Сопротивления, позже перебрался в Англию. Предки по материнской линии были высланы из Амстердама и попали в концлагерь Берген-Бельзен.
Старший брат Карины Беннинга Марк Беннинга (род. 1961) выступал за сборную Нидерландов по хоккею на траве, в 1988 году завоевал бронзовую медаль летних Олимпийских игр в Сеуле.
У Беннинга двое детей.